# Тукумс
Ту́кумс (латыш. Tukumsо файле; до 1917 года официально — Туккум, нем. Tuckum) — город в Латвии, административный центр Тукумского края, в историко-культурном регионе Курземе.
Расположен в 65 км к западу от Риги. Узел железнодорожных линий на Ригу, Елгаву, Вентспилс.

## История
В XI—XII веках на месте нынешнего города находилось поселение ливов. Название Tuckemen впервые упоминается в источниках под 1253 годом, когда был заключён договор о разделе земель между Курляндским епископством и Ливонским орденом. В 1299 году немецкие рыцари построили здесь укреплённый замок Туккум (нем. Tuckum), служивший впоследствии резиденцией геррмейстерам Ливонского ордена. Первые известия о поселении рядом с замком датированы 1445 годом.
После ликвидации Ордена в 1561 году замок передан Речью Посполитой в виде лена курляндскому герцогу. В то время около замка находилось крупное поселение.
Главная городская достопримечательность города — башня «Пилс» («Замковая»), оставшаяся от замка Ливонского ордена (XIII век). За время своего существования башня служила конюшней, складом и тюрьмой, а с 1995 года в ней открыт музей истории города.
В конце XIX века Туккум — уездный город Курляндской губернии Российской империи, в котором было 7542 жителя (значительную часть из них составляли евреи — по переписи 1897 года — 2561 человек). В городе действовали православная церковь, лютеранская кирха (XVI века), римско-католический костёл и синагога. Имелось 11 учебных заведений (в том числе казённое еврейское мужское училище и талмуд-тора). Торговля оценивалась редакторами Энциклопедического словаря Брокгауза и Ефрона как незначительная. Работали 8 небольших фабрик и заводов (в том числе солодовый завод). В двух верстах от города находились два минеральных источника.
В 1905 году в Тукумсе вспыхнуло вооружённое восстание, которое было подавлено войсками.
В ходе Великой Отечественной войны 27 июня 1941 года был оккупирован немецко-фашистскими войсками.
Освобождён 30 июля 1944 года войсками 1-го Прибалтийского фронта в ходе Шяуляйской операции:
- 3-й гвардейский механизированный корпус (генерал-лейтенант танковых войск Обухов Виктор Тимофеевич) - 8-я гвардейская механизированная бригада (полковник Кремер Семён Давидович).

Вторично оккупирован 21 августа 1944 года. Освобождён 8 мая 1945 года войсками Ленинградского фронта в ходе блокады курляндской группировки противника:
- 67-я армия - 196-я стрелковая дивизия (полковник Паршуков Николай Васильевич).[12]

## Население
По данным Центрального статистического управления Латвии, на 1 января 2022 года численность населения города составляла 16 528 человек.
Национальный состав города согласно переписи населения 1989 года и по оценке на начало 2022 года
| национальность | чел. (1989) | %        | чел. (2022) | %        |
| -------------- | ----------- | -------- | ----------- | -------- |
| всего          | 21439       | 100,00 % | 16528       | 100,00 % |
| латыши         | 14097       | 65,75 %  | 13881       | 83,98 %  |
| русские        | 4849        | 22,62 %  | 1532        | 9,27 %   |
| белорусы       | 680         | 3,17 %   | 305         | 1,85 %   |
| украинцы       | 839         | 3,91 %   | 210         | 1,27 %   |
| цыгане         | 359         | 1,67 %   |             |          |
| поляки         | 201         | 0,94 %   | 111         | 0,67 %   |
| литовцы        | 144         | 0,67 %   | 132         | 0,8 %    |
| другие         | 270         | 1,26 %   | 357         | 2,16 %   |

## Транспорт

### Автодороги
К Тукумсу подходит региональная автодорога P98 Елгава (Тушки) — Тукумс. Здесь начинаются региональные трассы P104 Тукумс — Ауце — литовская граница (Витини), P121 Тукумс — Кулдига и P131 Тукумс — Кестерциемс — Мерсрагс — Колка .

### Железнодорожное сообщение
Станция Тукумс I на электрифицированной линии Торнякалнс — Тукумс II и узловая станция Тукумс II, куда подходят также линии Вентспилс — Тукумс II и Тукумс II — Елгава.

## Достопримечательности
В городе есть также музей искусств, дом культуры, несколько церквей.

## Прочие факты
В аэропорту Тукумса базируется пилотажная группа Baltic Bees, основанная в 2008 году и принимающая участие в различных авиасалонах и аэрошоу, демонстрируя фигуры высшего пилотажа.

## Галерея

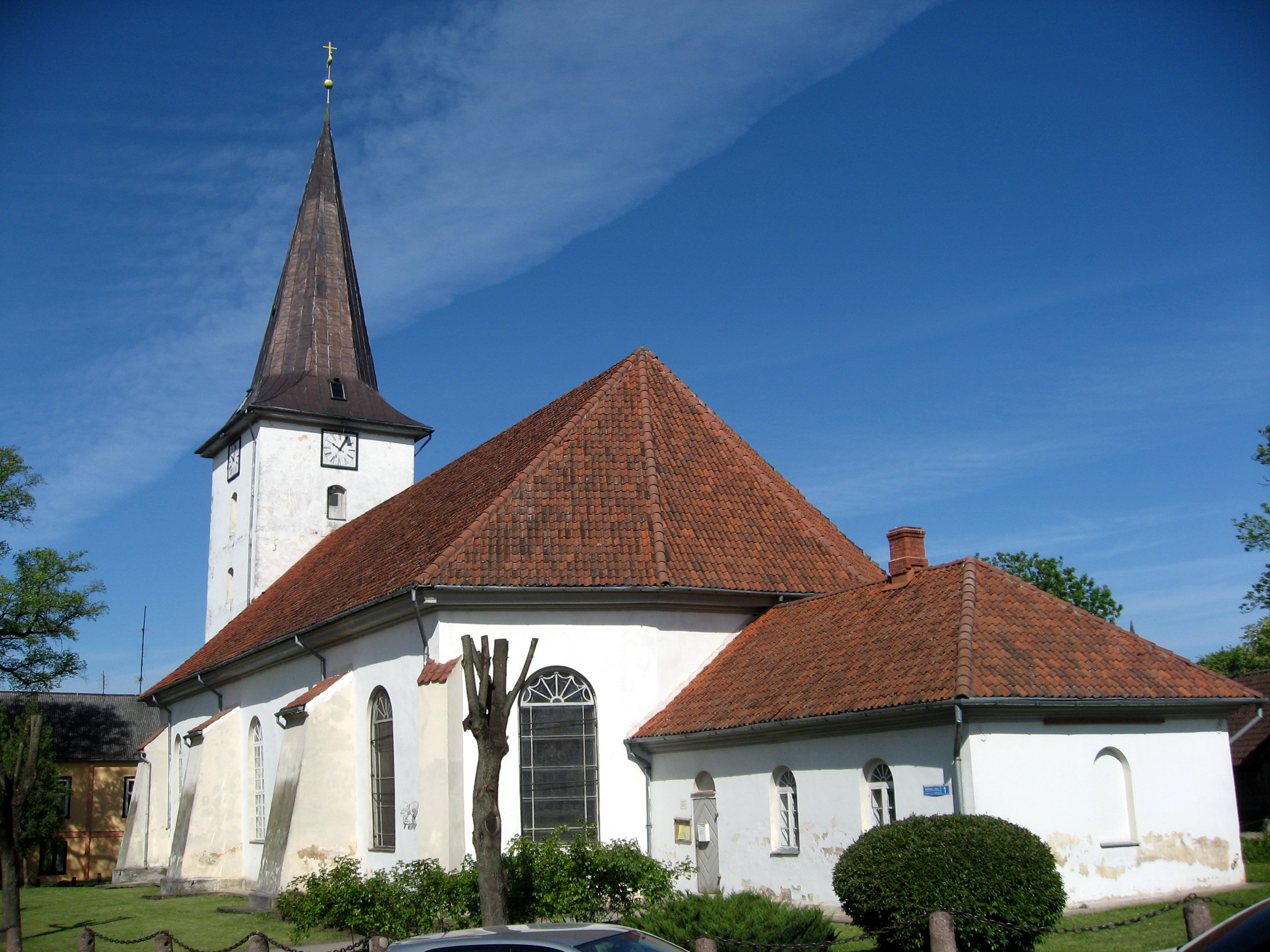
Лютеранская церковь Святой Троицы
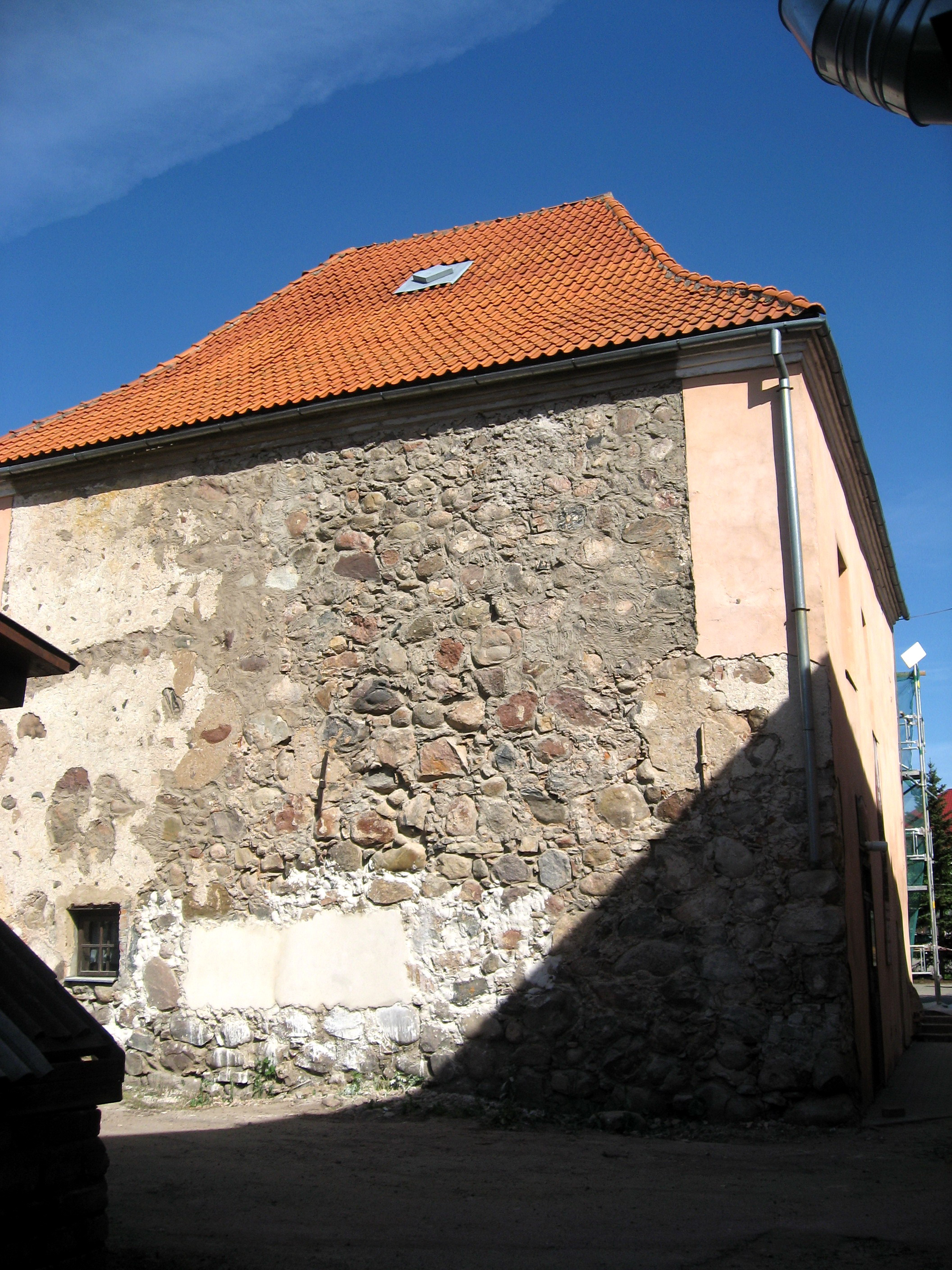
Башня Пилс (Замковая)
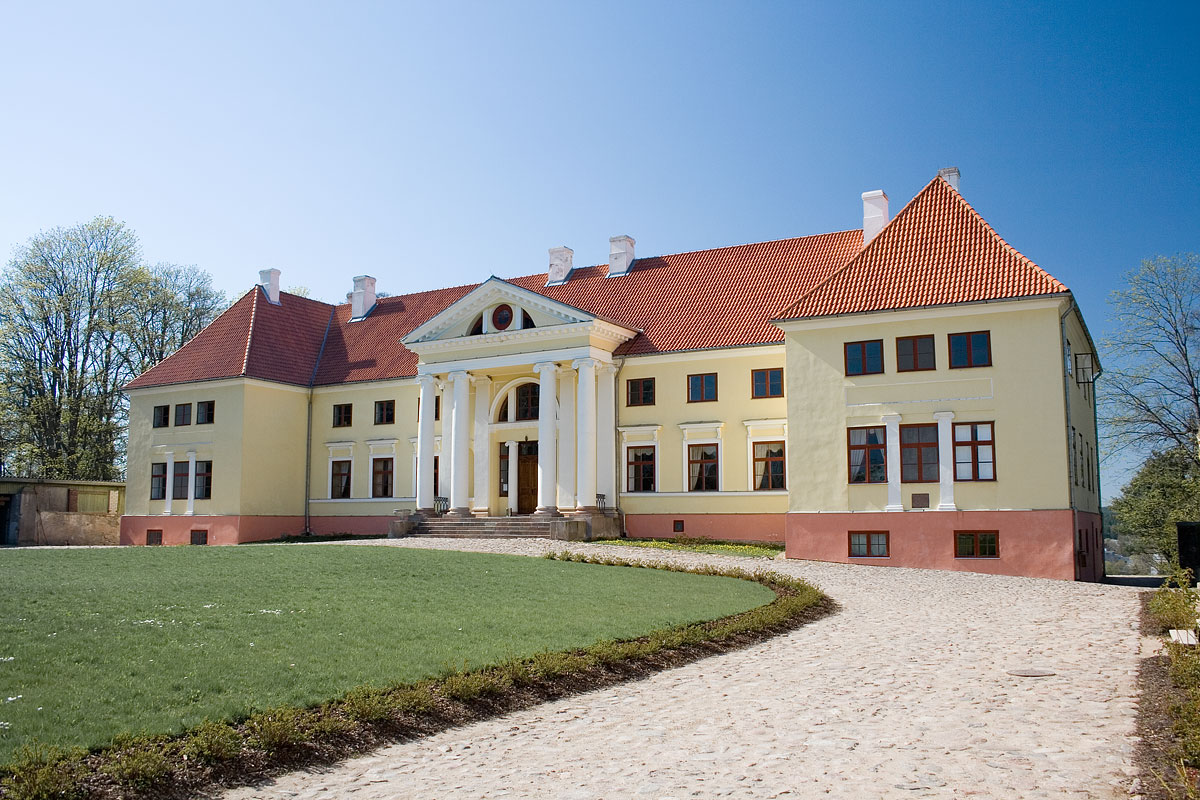
Дворец усадьбы Дурбе
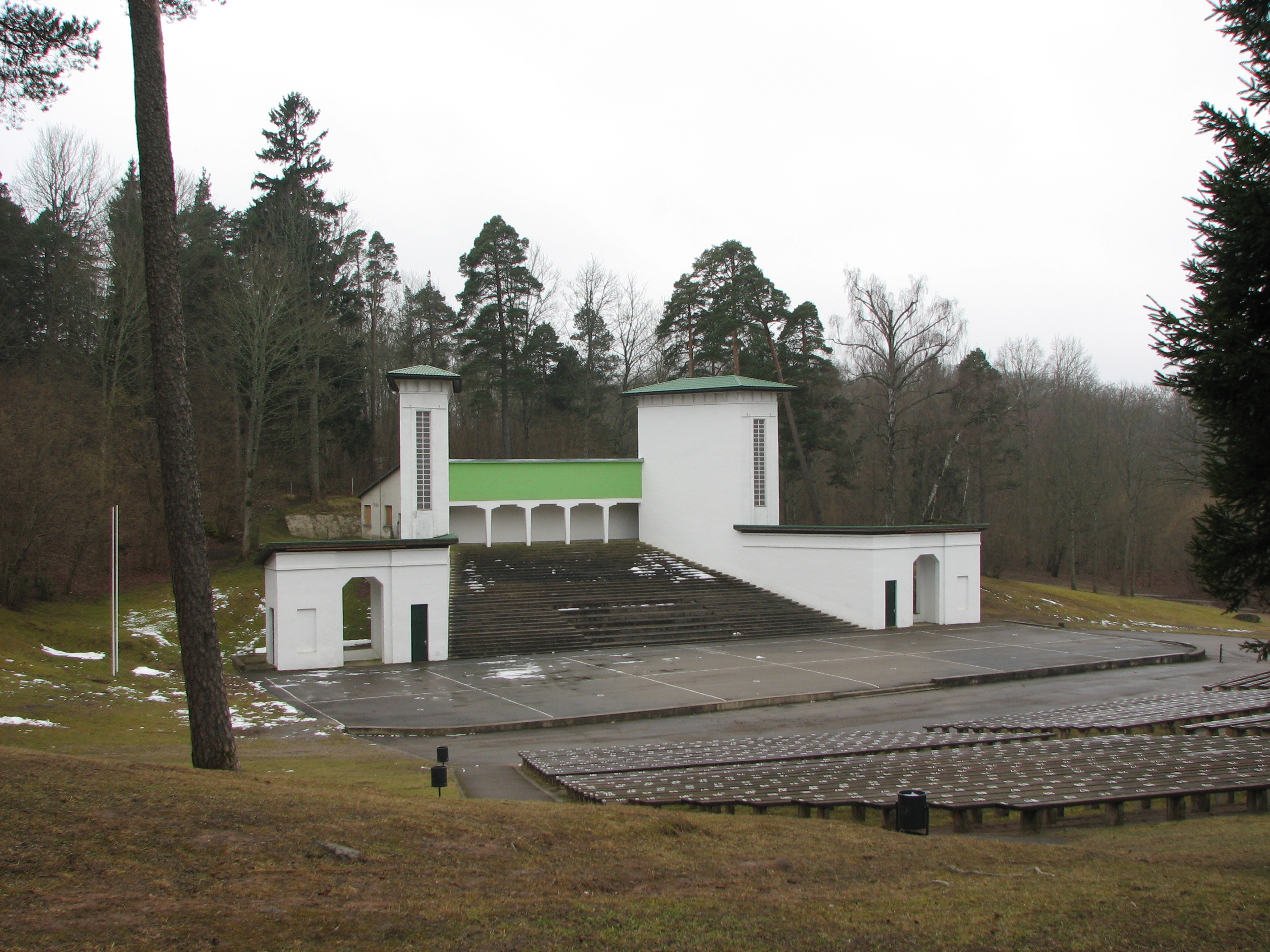
Эстрада в парке Дурбе
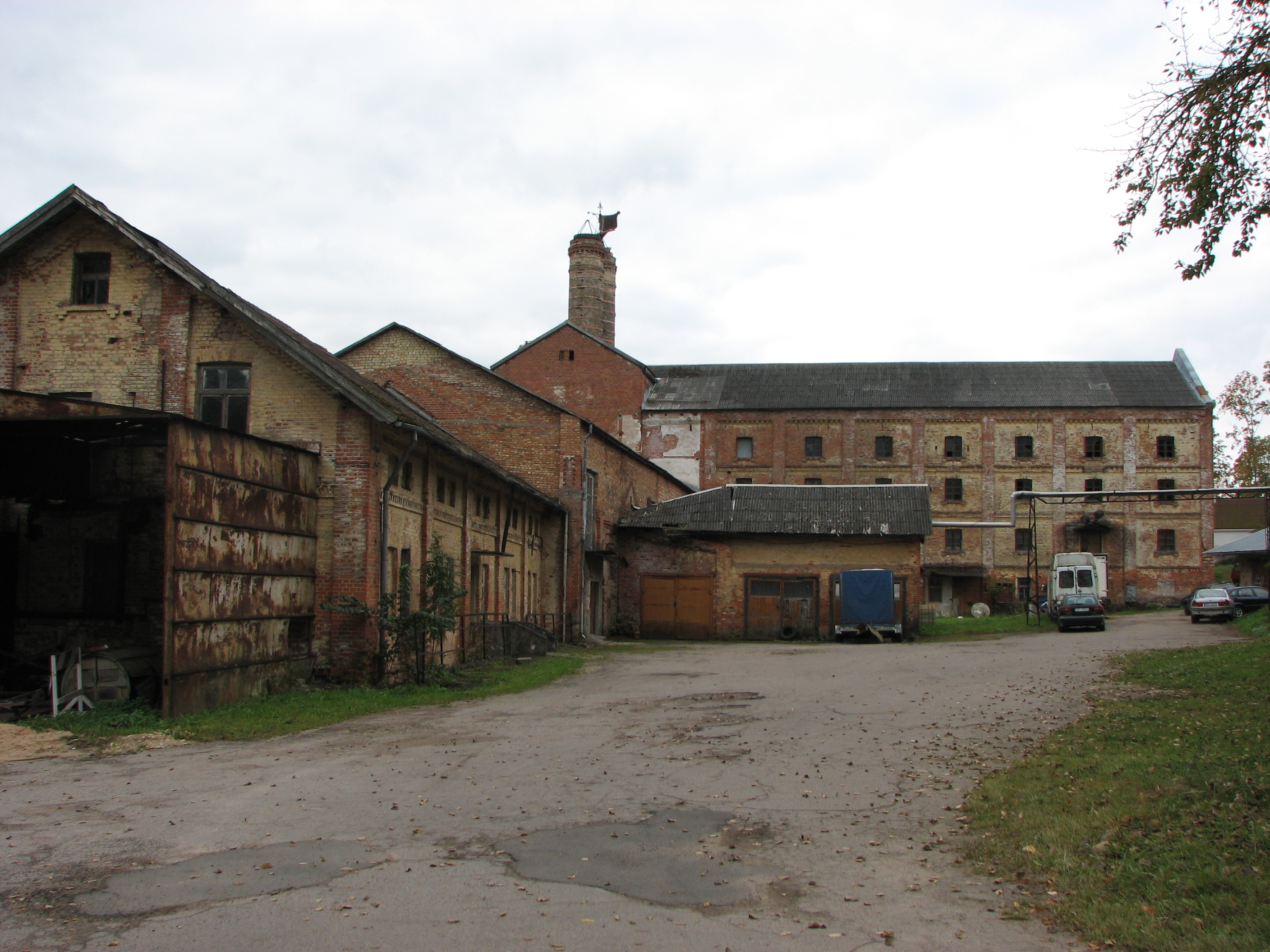
Здание бывшего ферментного завода
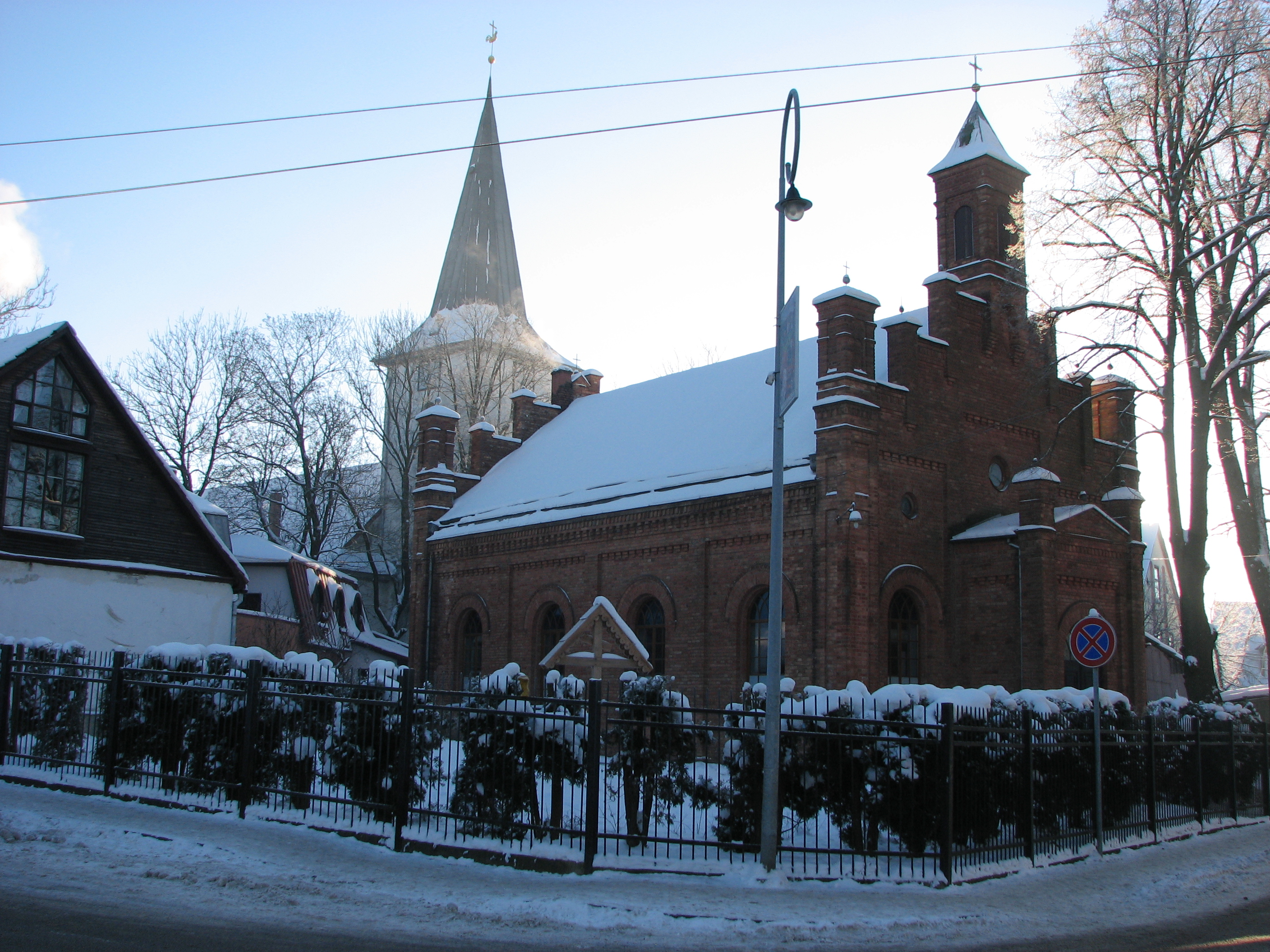
Католическая церковь
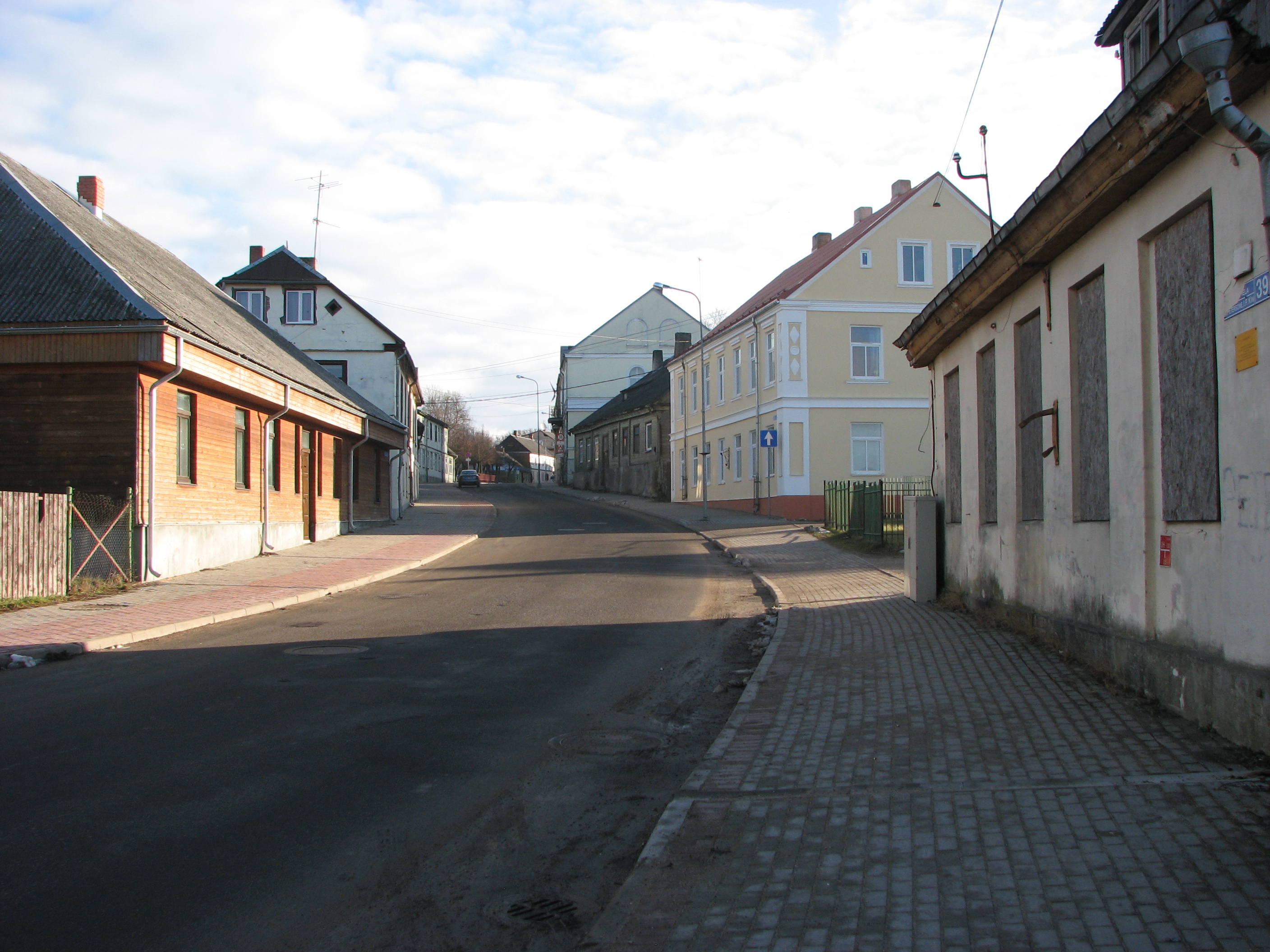
Улица Лиела (Большая)
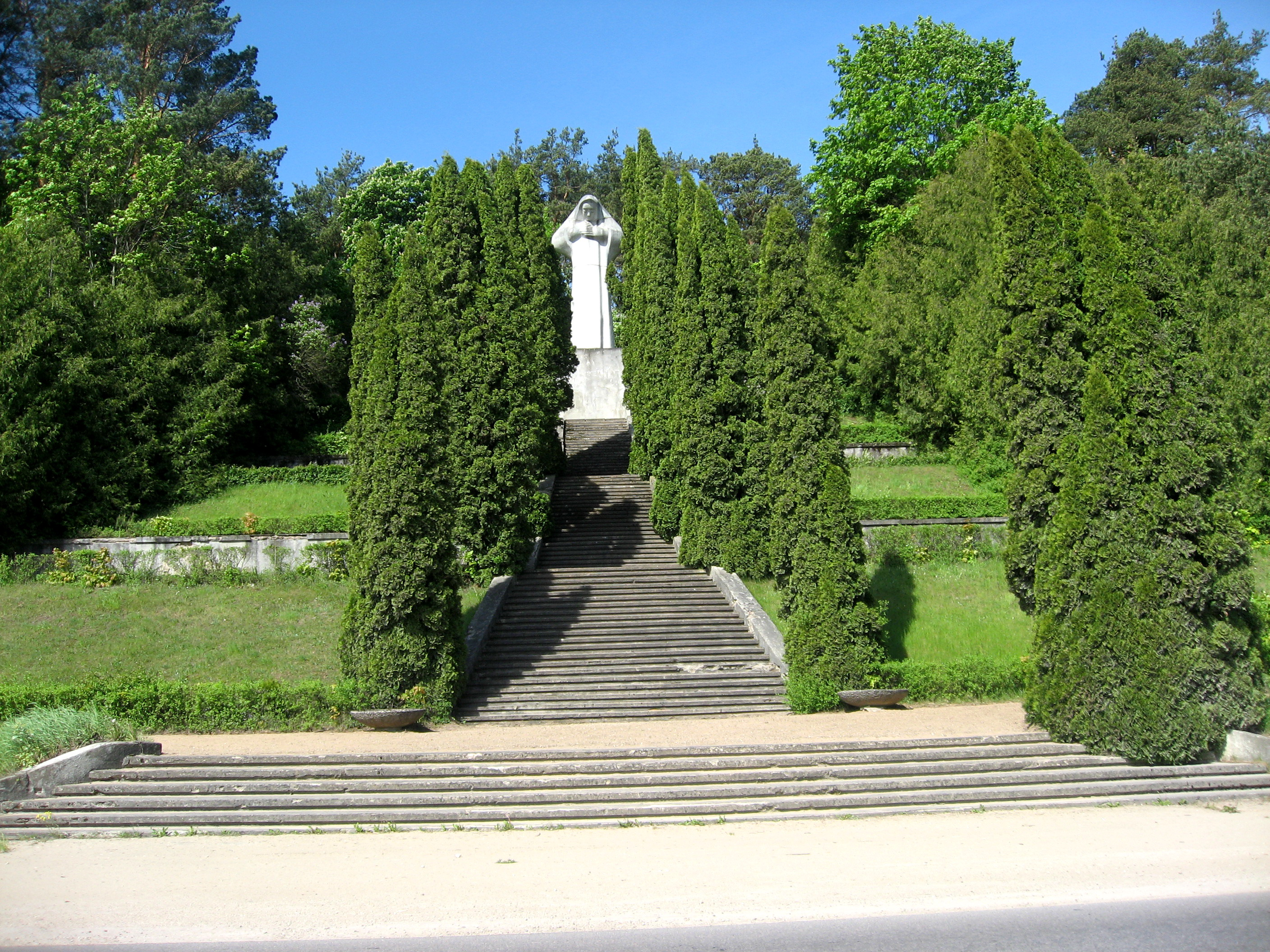
Кладбище Кална (Горное)
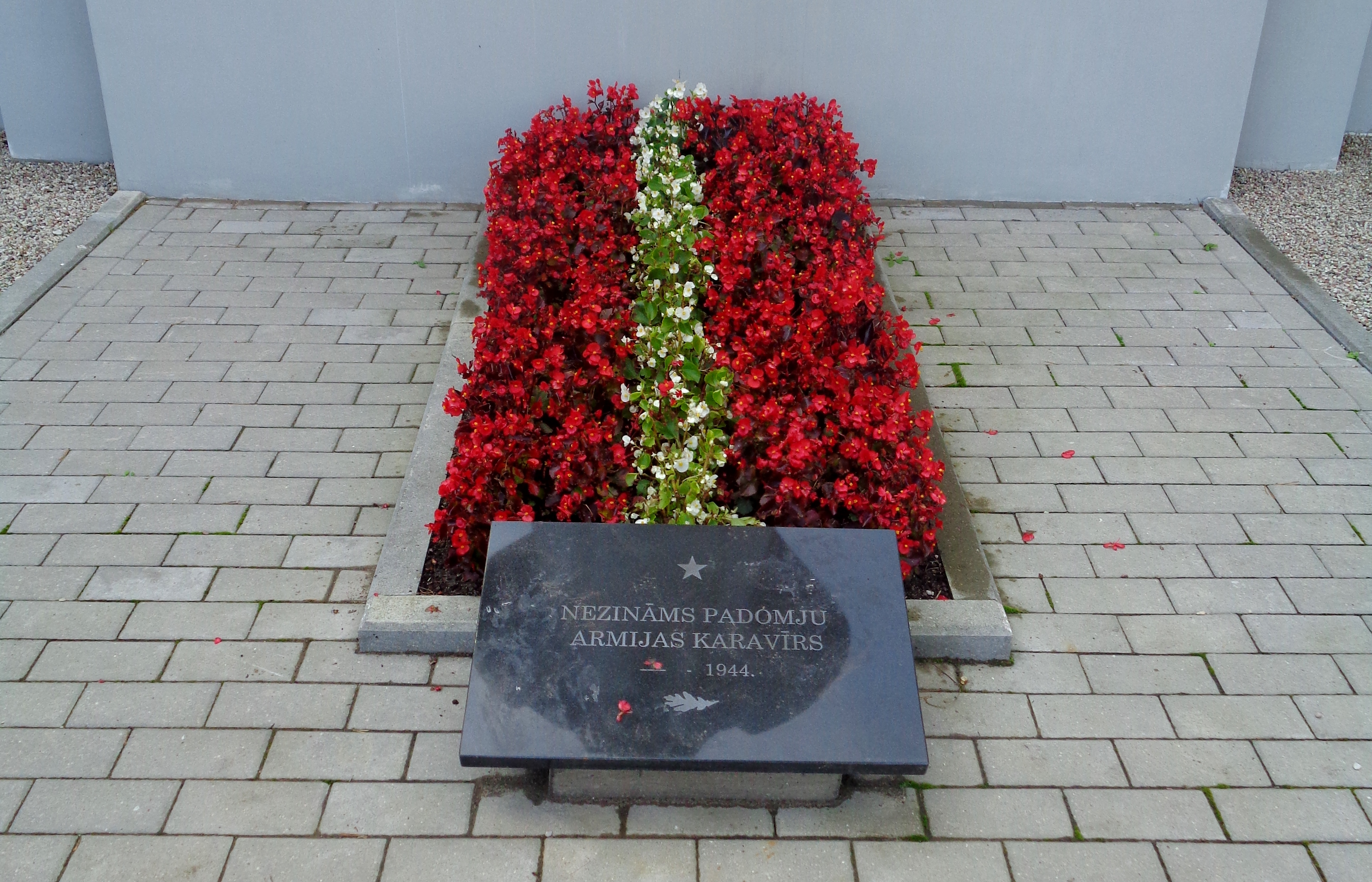
Неизвестный солдат Советской армии, кладбище Кална